# 한자표기어
한자표기어(漢字表記語)란 단어를 분류하는 방식의 하나로, 한자로 표기가능한 모든 단어를 일컫는다. 한자표기어란 개념은 그 단어가 어원적으로 한자어인가 아닌가와는 별도로 일정하게 고정된 한자표기를 갖고 있으면서 단어로서 인식되면 모두 한자표기어로 본다. 취음된 고유어나 외국의 고유명사, 일본어에서 고유어로 읽으나 한자형태로 들어온 낱말들이 여기에 속한다.
- 미국(美國): America의 한자 음역인 阿美利加의 대표축약형인 美와 한자형태소 國이 결합한 단어 구성이다.
- 몽고(蒙古): 어원은 몽골어로 용맹한이란 뜻의 Mongol이나 중국에서 한자를 이용해 취음한 표기로 한국에서 쓰이고 있다.
- 할인(割引): 어원은 일본어 わりびく의 명사형인わりびき에서 왔으며, 이를 표기한 한자를 한국발음으로 읽은 것이다.